# Marie Victorine Onguene Tsimi
Marie Victorine Onguene Tsimi est une boxeuse et samboïste camerounaise née le 17 janvier 2000 à Nkolfem. Elle est médaillée d'or aux Championnats d'Afrique de sambo en 2023 et 2024.

## Carrière sportive

### Vice-championne d'Afrique de boxe amateur
Elle défend les couleurs du Cameroun lors des championnats d'Afrique de boxe amateur 2023 à Yaoundé dans la catégorie des + de 81kg. Elle remporte la médaille d'argent en se confrontant à Jorbelle Malewu Tekasala de République Démocratique du Congo (RDC). Une année plus tard à Kinshasa, lors des Championnats d'Afrique de boxe amateur 2024, elle compétit cette fois-là dans la catégorie des moins de 75kg. Elle décroche une nouvelle médaille d'argent face à Noura Mesmaoui du Maroc.  

### Double championne d'Afrique de sambo de combat femmes
Elle rayonne lors des Championnats d'Afrique de sambo 2023 qui se déroulent au Complexe sportif Mohammed V de Casablanca, au Maroc. En effet, elle s'attribue l'or dans la catégorie 72 kg, en sambo de combat féminin, face à l’Égyptienne  Eman Hany. L'année suivante, à la dix-huitième édition des Championnats d'Afrique de sambo au Caire, en Égypte en juin 2024, elle réédite l'exploit. Elle remporte une nouvelle médaille d'or toujours face à l’Égyptienne Eman Hany.  

### Vice-championne d'Afrique de sambo de plage femmes
En sambo de plage féminin, elle s'octroie la médaille d'argent confrontée à l'Algérienne Nardjis Khacir. Ce qui améliore son palmarès continental puisqu'en 2023, lors des Championnats d'Afrique de sambo à Casablanca, elle avait dû se contenter de la médaille de bronze.  

## Palmarès

### Boxe amateur
| Année | Compétition                                 | Catégorie | Lieu     | Place |
| ----- | ------------------------------------------- | --------- | -------- | ----- |
| 2023  | Championnats d'Afrique de boxe amateur 2023 | +81 kg    | Yaoundé  | 2e    |
| 2024  | Championnats d'Afrique de boxe amateur 2024 | -75 kg    | Kinshasa | 2e    |

### Sambo
| Année | Compétition                          | Discipline             | Lieu       | Place |
| ----- | ------------------------------------ | ---------------------- | ---------- | ----- |
| 2023  | Championnats d'Afrique de sambo 2023 | Sambo de combat femmes | Casablanca | 1re   |
| 2023  | Championnats d'Afrique de sambo 2023 | Sambo de plage femmes  | Casablanca | 3e    |
| 2024  | Championnats d'Afrique de sambo 2024 | Sambo de combat femmes | Le Caire   | 1re   |
| 2024  | Championnats d'Afrique de sambo 2024 | Sambo de plage femmes  | Le Caire   | 2e    |